# Plaster miodu (nagroda)
Plaster miodu – statuetka przyznawana osobom fizycznym oraz organizacjom, instytucjom i firmom za szczególne osiągnięcia na rzecz rozwoju i promocji powiatu kluczborskiego. Kandydatów do nagrody można zgłaszać do 30 listopada każdego roku. Statuetka przyznawana jest w 7 kategoriach:
1. biznes
2. turystyka
3. kultura
4. sport
5. nauka
6. promocja powiatu
7. za całokształt działalności na rzecz rozwoju i promocji powiatu kluczborskiego.

Projektantem statuetki jest Józef Zając, kluczborski artysta plastyk, który w 2011 sam został jej laureatem. Głównym elementem jest ręka symbolizująca pomocną dłoń, trzymająca plaster miodu symbolizujący Powiat kluczborski. Na podstawie znajdują się herby gmin wchodzących w skład powiatu.

## Laureaci Plastrów miodu

### 2008
Gala wręczenia statuetek odbyła się 20 lutego w Wołczyńskim Ośrodku Kultury.
| Kategoria                                                    | Laureat                                                 |
| ------------------------------------------------------------ | ------------------------------------------------------- |
| Biznes                                                       | Wagrem Sp z o.o.                                        |
| Turystyka                                                    | Gospodarstwo agroturystyczne Barbary i Witolda Stodołów |
| Kultura                                                      | Jerzy Gołębiowski                                       |
| Sport                                                        | Kluczborski Klub Karate                                 |
| Nauka                                                        | Piotr Pawlikowski                                       |
| Promocja powiatu                                             | Adam Sokołowski                                         |
| Całokształt działalności na rzecz rozwoju i promocji powiatu | Ks. Franciszek Drenda                                   |

### 2009
Po raz drugi gala wręczenia nagród odbyła się w kluczborskiej sali Impresja, 12 lutego 2010. Galę poprowadziły kluczborskie dziennikarki Monika Kluf i Milena Zatylna.
| Kategoria                                                    | Laureat                                                           |
| ------------------------------------------------------------ | ----------------------------------------------------------------- |
| Biznes                                                       | Cuprod Sp z o.o.                                                  |
| Turystyka                                                    | "Kraina Miodu i Mleka" Klaster Turystyczny Województwa Opolskiego |
| Kultura                                                      | Ks. Henryk Schröder                                               |
| Sport                                                        | Ryszard Okaj                                                      |
| Nauka                                                        | Szkoła Podstawowa nr 1 im. Marii Konopnickiej w Wołczynie         |
| Promocja powiatu                                             | Samorządowa Grupa "Buraky"                                        |
| Całokształt działalności na rzecz rozwoju i promocji powiatu | Bank Spółdzielczy w Wołczynie                                     |

### 2010
Trzecia gala wręczenie nagród odbyła się w Pawłowicach.
| Kategoria                                                    | Laureat                                      |
| ------------------------------------------------------------ | -------------------------------------------- |
| Biznes                                                       | Lesaffre Polska S.A. w Wołczynie             |
| Turystyka                                                    | Ewa i Beniamin Godylowie                     |
| Kultura                                                      | Dziecięcy zespół "Wielokropek"               |
| Sport                                                        | Drużyna seniorów kluczborskiego klubu Karate |
| Nauka                                                        | Maria Śmigielska                             |
| Promocja powiatu                                             | Sabine RÖhl                                  |
| Całokształt działalności na rzecz rozwoju i promocji powiatu | Irena Kowalczyk                              |

### 2011
Czwarta gala wręczenia Plastrów Miodu połączona z balem charytatywnym odbyła się 10 lutego 2012. W jednej kategorii statuetka nie została przyznana.
| Kategoria                                                    | Laureat                                         |
| ------------------------------------------------------------ | ----------------------------------------------- |
| Biznes                                                       | Zakład rzeźniczo-wędliniarski Helena Korzekwa   |
| Turystyka                                                    | Gospodarstwo agroturystyczne "U Norberta i Uli" |
| Kultura                                                      | Józef Zając                                     |
| Sport                                                        | Mieczysław Godzwon                              |
| Nauka                                                        | Marian Zembala                                  |
| Promocja powiatu                                             | Stowarzyszenie miłośników tańca "Sukces"        |
| Całokształt działalności na rzecz rozwoju i promocji powiatu | Nie przyznano                                   |